# Asplanchna tropica
Asplanchna tropica är en hjuldjursart som beskrevs av Koste och Tobias 1989. Asplanchna tropica ingår i släktet Asplanchna och familjen Asplanchnidae. Inga underarter finns listade i Catalogue of Life.